# Anthemis chia
Anthemis chia ist eine Pflanzenart aus der Gattung der Hundskamillen (Anthemis) in der Familie der Korbblütler (Asteraceae).

## Merkmale
Anthemis chia ist ein einjähriger Schaft-Therophyt, der Wuchshöhen von 5 bis 40 Zentimeter erreicht. Die Hüllblätter sind stumpf und weisen einen deutlichen dunkelbraunen oder schwarzen Hautrand auf. Es sind Zungenblüten vorhanden und diese sind fruchtbar. Die Röhrenblüten sind kelchförmig und erweitern sich in ihrer oberen Hälfte plötzlich. Der Fruchtboden ist halbkugelig oder halbkugelig-eiförmig. Die Früchte der Zungenblüten besitzen ein großes, schmales, durchscheinendes und so lang wie die Frucht werdendes Öhrchen. Dies ist manchmal auch bei äußeren Röhrenblüten der Fall. Die restlichen Früchte besitzen ein dickes und sehr kurzes Krönchen. Bei der Form Anthemis chia f. inornata Greuter, Matthäs & Risse trifft letzteres auf alle Blüten zu.
Die Blütezeit reicht von Januar bis April.
Die Chromosomenzahl beträgt 2n = 18.

## Vorkommen
Anthemis chia kommt im östlichen Mittelmeerraum vor. Sie kommt von in Italien, Sizilien, auf der Balkanhalbinsel, in der Ägäis, in der Türkei, Zypern, im Gebiet von Libanon und Syrien, Jordanien, Israel und Ägypten.
Die Art wächst in Zypressenwäldern, auf Felsen und Schutt, in Phrygana, auf Ruderalstellen sowie auf Brach- und Kulturland. Auf Kreta ist sie in Höhenlagen von 0 bis 1600 Meter anzutreffen.

## Belege
1. 1 2 3 4  Ralf Jahn, Peter Schönfelder: Exkursionsflora für Kreta. Mit Beiträgen von Alfred Mayer und Martin Scheuerer. Eugen Ulmer, Stuttgart (Hohenheim) 1995, ISBN 3-8001-3478-0, S. 314–315.
2. ↑   Tropicos.
3. ↑  Werner Greuter (2006+): Compositae (pro parte majore). – In: W. Greuter & E. von Raab-Straube (ed.): Compositae. Euro+Med Plantbase - the information resource for Euro-Mediterranean plant diversity. 
Datenblatt Anthemis chia In: Euro+Med Plantbase - the information resource for Euro-Mediterranean plant diversity.